# Sulzbacher Musenhof
Der Sulzbacher Musenhof oder auch Sulzbacher Kreis war ein um 1670 durch den Wittelsbacher Christian August, erster Herzog von Pfalz-Sulzbach, in dessen Residenz Sulzbach begründeter Musenhof.
Zentrum dieser Gruppe von Gelehrten und Schriftstellern war der Dichter und Polyhistor Christian Knorr von Rosenroth. Kennzeichnend für den Kreis war das ausgeprägte Interesse für Alchemie, Theosophie, Kabbala, zudem war Sulzbach vor allem in den 1760er und 1770er Jahren ein Zentrum der frühen Gold- und Rosenkreuzer.

## Geschichte
Auf seiner Bildungsreise hatte Herzog Christian August den Naturforscher und Philosophen Franciscus Mercurius van Helmont, Sohn des flämischen Universalgelehrten Johan Baptista van Helmont, kennengelernt und nach Sulzbach eingeladen. Vermutlich auf Anregung Helmonts wurde dann Christian Knorr von Rosenroth an den Hof in Sulzbach gerufen, wo er zum Hofrat ernannt wurde und zeitweise sogar Kanzler des Herzogs war. Auf Helmont geht auch die Berufung der drei wenig orthodoxen Theologen Justus Brawe, Clamerus Florinus und Johann Jakob Fabricius als Pfarrer zurück. Zeitweise hielt sich auch der radikale Spiritualist und Mystiker Johann Georg Gichtel in Sulzbach auf, der mit Fabricius befreundet war und bei diesem wohnte.
Zu dieser in den Augen einer lutherischen Orthodoxie und selbstverständlich auch der Jesuiten im nahegelegenen Neuburg an der Donau häretischen Theologie, deren Vertreter man als Quäker, Weigelianer und allgemein als Ketzer und Sektierer zu denunzieren trachtete, gehörte auch eine Neigung zum Chiliasmus (Knorr erwartete aufgrund zahlenmagischer Spekulationen das Weltende für das Jahr 1860) sowie eine aus paracelsischen Quellen gespeiste magische Medizin, die Heilung von Krankheiten durch eine Anwendung „inwendiger Geisterkräfte“ zu bewirken suchte (siehe dazu etwa Helmonts Aufgang der Artzney-Kunst von 1683), von wo aus nur ein kleiner Weg zu den durch Exorzismen krankmachender Dämonen bewirkten Gaßnerschen Kuren ist. 
Neben der Offenheit für unorthodoxe Theologie ist ein Kennzeichen der Sulzbacher Schule das – auch praktische – Interesse für Alchemie und die Kabbala, hier ausgeprägt als eine Verbindung von jüdischer Mystik und Christosophie.
Das Hauptwerk dieser Richtung ist Knorrs Kabbala denudata, die zwischen 1677 und 1684 erschien. Diese Sammlung von Abhandlungen und Übertragungen hebräischer Texte enthält eine lateinische Teilübersetzung des Buches Sohar sowie Übersetzungen von Texten von Isaak Luria und Moses Cordovero. Das kabbalistische Material wird dabei einer rosenkreuzerisch-christosophischen Uminterpretation unterzogen, wodurch der Adam Kadmon mit Jesus Christus und die obersten drei Sephiroth mit der christlichen Trinität identifiziert wird. 
Besonderen Einfluss übte der Teil V des ersten Bandes aus, der unter dem Titel Compendium Libri Cabbalistico Chymici, Aesch Mezareph dicti, de Lapide philosophico einen authentisch jüdisch-kabbalistischen Leitfaden zur Goldmacherei verhieß. Allerdings handelt es sich nach der Untersuchung von Gershom Scholem zwar um einen hebräischen Text, dieser sei allerdings beeinflusst durch neuzeitliche magische Literatur etwa eines Agrippa von Nettesheim, insgesamt handele es sich um einen „Synkretismus …, wie er etwa einem gelehrten italienischen Juden der Renaissance im 16. Jahrhundert am ehesten zuzutrauen ist.“
In einer zweiten Phase in der zweiten Hälfte des 18. Jahrhunderts bildete der Sulzbacher Stadtphysikus Bernhard Joseph Schleiss von Löwenfeld den zentralen Punkt eines Kreises, in dem die von Knorr und Helmont begründete eigentümliche Verquickung von Alchemie, Theosophie, Kabbala und randständiger Theologie erneuert und gefestigt wurde. Sulzbach war zu dieser Zeit eines der Zentren der frühen Gold- und Rosenkreuzer und Konzepte aus dem Gebäude Knorrs und Helmonts fanden so Eingang in die Lehren dieser Gruppe, namentlich die Bedeutung der Kabbala. Im Compaß der Weisen, einer Grundschrift der Gold- und Rosenkreuzer, wurde auf Knorrs Kabbala denudata verwiesen. Die Bedeutung einer mystischen Interpretation von Offenbarung und Evangelium des Johannes, wie sie in Knorrs unter dem Pseudonym Christian Peganius 1670 publizierten Eigentlichen Erklärung über die Gesichte der Offenbarung S. Johannis formuliert wurde, spiegelt sich bei den Gold- und Rosenkreuzern im Ordenseid auf den Apostel Johannes und der Anlage der „himmlischen Stiftshütte“.
In diese Kontinuität gehört auch das Wirken des Pfarrers, Wunderheilers und Exorzisten Johann Joseph Gaßner, der von Schleiss nach Sulzbach eingeladen wurde, dort seine Kuren zu praktizieren, und von ihm gegen die Kritik Lavaters verteidigt wurde. Zu den Lehren der Sulzbacher Schule gehörte auch die Heilung durch Exorzismus, also die von einem Priester-Magier mit Hilfe bestimmter Formeln vollzogene Austreibung krankmachender Dämonen aus dem Körper. Durch Schleiss fand der Exorzismus dann Eingang in die Lehre der Gold- und Rosenkreuzer.
Die von der Sulzbacher Schule ausgehenden Traditionslinien reichen demnach auf der Seite der okkultistisch-esoterischen Tradition über die Gold- und Rosenkreuzer zur Societas Rosicruciana in Anglia, von da über den Hermetic Order of the Golden Dawn mitten hinein in den Okkultismus des 20. Jahrhunderts und auf einer anderen Seite Hans Grassl zufolge über Baader und Schelling, die Vorromantik des 18. Jahrhunderts zu den Exponenten der Münchner Romantik in die literarische Tradition der Moderne.

## Druckereien
Das Interesse an Kabbala und Judaica allgemein bedingte den Wunsch, hebräische Texte in adäquater Form drucken zu können. 
Dieses Interesse Knorrs und Helmonts am Hebräischen wird auch belegt durch das wohl erste in Sulzbach gedruckte Buch, nämlich Helmonts Kurtzer Entwurff des Eigentlichen Natur-Alphabets der Heiligen Sprache : Nach dessen Anleitung man auch Taubgebohrne verstehend und redend machen kan von 1667. In diesem von Knorr eingeleiteten kleinen Werk wird das Hebräische als die adamitische Ursprache dargestellt und die Gründung einer hebräischen Sprachgesellschaft angeregt, da nur die vermehrte Kenntnis des Hebräischen in der Lage sei, die „herrlichen Geheimnisse beydes der Natur und der Sitten“ aufzuschließen. Zu diesen herrlichen Geheimnissen gehört dann auch die Goldmacherei. Dem mit gründlichen Hebräischkenntnissen und salomonischer Weisheit bewaffneten Adepten würde es gelingen, Gold „mit wenigen Unkosten aus einem viel näheren Ophir“ (gemeint ist das Laboratorium des Alchemisten) zu beziehen.
Bereits am 12. Mai 1664 erhielt der aus Stein bei Plößberg stammende und aus Ingolstadt kommende Drucker Abraham Lichtenthaler ein Druckprivileg in Sulzbach. Lichtenthaler sollte viel für den Nürnberger Verleger Endter arbeiten, bei dem zahlreiche alchemistische, iatrochemische und geheimwissenschaftliche Schriften erschienen. Nach Lichtenthalers Tod führte sein Sohn Johann Jakob Lichtenthaler die Druckerei weiter. 1708 wurde er Hofbuchdrucker und 1732 übernahm der Sohn Georg Abraham Lichtenthaler (1684–1736) die Offizin. Nach dem Tod von dessen Sohn Georg Abraham Lorenz Lichtenthaler (1711–1780) übernahm dessen Neffe Johann Esaias von Seidel 1785 die Druckerei, die unter seiner Leitung zu einem für das bayerische Geistesleben bedeutenden Verlagsunternehmen wuchs.
Als weiterer Drucker ließ sich Johann Holst aus Stade in Sulzbach nieder, bis 1683 Setzer bei Lichtenthaler. Auch Moses Bloch, Vorsteher der jüdischen Gemeinde in Sulzbach, betrieb eine kleine Druckerei, die nach Blochs Tod 1693 von dessen Söhnen Feistel und Samuel und danach von dem aus Wien stammenden Ahron Fränkel fortgeführt wurde.